# Émile Picot
Émile Picot (n. 13 septembrie 1844, Paris, Franța – d. 24 septembrie 1918, Saint-Martin-d'Écublei, Basse-Normandie, Franța) a fost un lingvist și romanist francez, membru de onoare al Academiei Române.

## Biografie
Provenit dintr-o familie de origine normandă, Auguste-Émile Picot și-a petrecut o parte din copilărie la Évreux, înainte de a se întoarce să trăiască în capitala franceză. În 1859, la Liceul imperial Bonaparte (azi, Lycée Condorcet), a legat o strânsă prietenie cu baronul James de Rothschild, care a durat de-a lungul întregii vieți. A urmat, apoi, studiile de licență în drept și a fost admis ca avocat al baroului din Paris în 1865. 
La recomandarea doamnei Hortense Cornu, fina și consiliera împăratului Napoleon al II-lea al Franței, Picot a plecat în 1866 la București, ca secretar al prințului Carol de Hohenzollern-Sigmaringen (viitorul rege Carol I al României), unde a rămas până la sfârșitul lunii noiembrie 1867. În continuare, a fost numit viceconsul al Franței la Timișoara în 1868 și a rămas acolo până în 1872, cu o întrerupere în timpul  Războiului franco-prusac din 1870-1871, când a participat la diferite misiuni în Franța și Europa Centrală. În 1873, s-a căsătorit cu Berthe Gruell, originară din Alsacia. Începând din 1875, a predat limba română la École des langues orientales vivantes (actualul Institut national des langues et civilisations orientales) din Paris, până la pensionarea sa în 1909, fiind astfel titularul primei catedre franceze de limbă română.
După la întoarcerea sa în Franța, și-a concentrat interesul asupra literaturii franceze vechi și s-a numărat printre fondatorii din 1875 ai asociației Société des anciens textes français, împreună cu Paul Meyer, Gaston Paris și James de Rothschild. A fost trezorierul adjunct al acestei asociații până în 1914 și a publicat acolo numeroase lucrări, printre care Recueil général des sotties. Picot s-a situat în centrul activității științifice și academice a timpului său. Convocat în calitate de expert la toate licitațiile importante de carte rară, el a redactat sau a colaborat la un mare număr de cataloage bibliografice. A fost membru al mai multor instituții prestigioase, printre care Académie des inscriptions et belles-lettres din Paris (din cadrul Institut de France), Société des bibliophiles français, Comité des travaux historiques et scientifiques, Société de l'histoire de Paris et de l'Île-de-France și altele. A publicat în cele mai importante reviste savante din domeniul său de cercetare: Romania, Revue critique, Journal des savants, etc. Martor în cadrul Afacerii Dreyfus, el s-a angajat din plin în dispută, împreună cu Paul Meyer și Gaston Paris.
În 1905, Picot a cumpărat castelul Mesnil din Orne, în Normandia, construit la sfârșitul secolului al XVIII-lea. Deși această proprietate a fost la început doar o reședință secundară a familiei, savantul s-a implicat activ în viața civică a noii sale comune, Saint-Martin-d'Écublei, iar la 26 mai 1908 a fost ales primar al acesteia, funcție pe care a deținut-o până la sfârșitul vieții. În această perioadă, el a fost preocupat în mod special de istoria normandă și a devenit președinte al asociațiilor Société libre de l'Eure, Société de l'histoire de Normandie și Société des antiquaires de Normandie. A participat la congresul Milenarului Normand de la Rouen din 1911.
Ultimii săi ani au fost profund marcați de vicisitudinile Primului Război Mondial. Moartea pe front a unuia dintre fii săi, căpitanul de artilerie James Picot, căzut la Cézanne în vara anului 1918, a provocat agravarea stării sale de sănătate. A decedat la 24 septembrie 1918, în vârstă de 74 de ani, la trei zile după o intervenție chirurgicală nereușită contra obstrucției intestinale. Émile Picot a fost înmormântat în cimitirul comunal, în prezența unei mulțimi numeroase și a unor personalități eminente. După vânzarea domeniului Mesnil în 1939, familia a solicitat deshumarea și transferarea rămășițelor sale pământești la cimitirul Père-Lachaise din Paris.

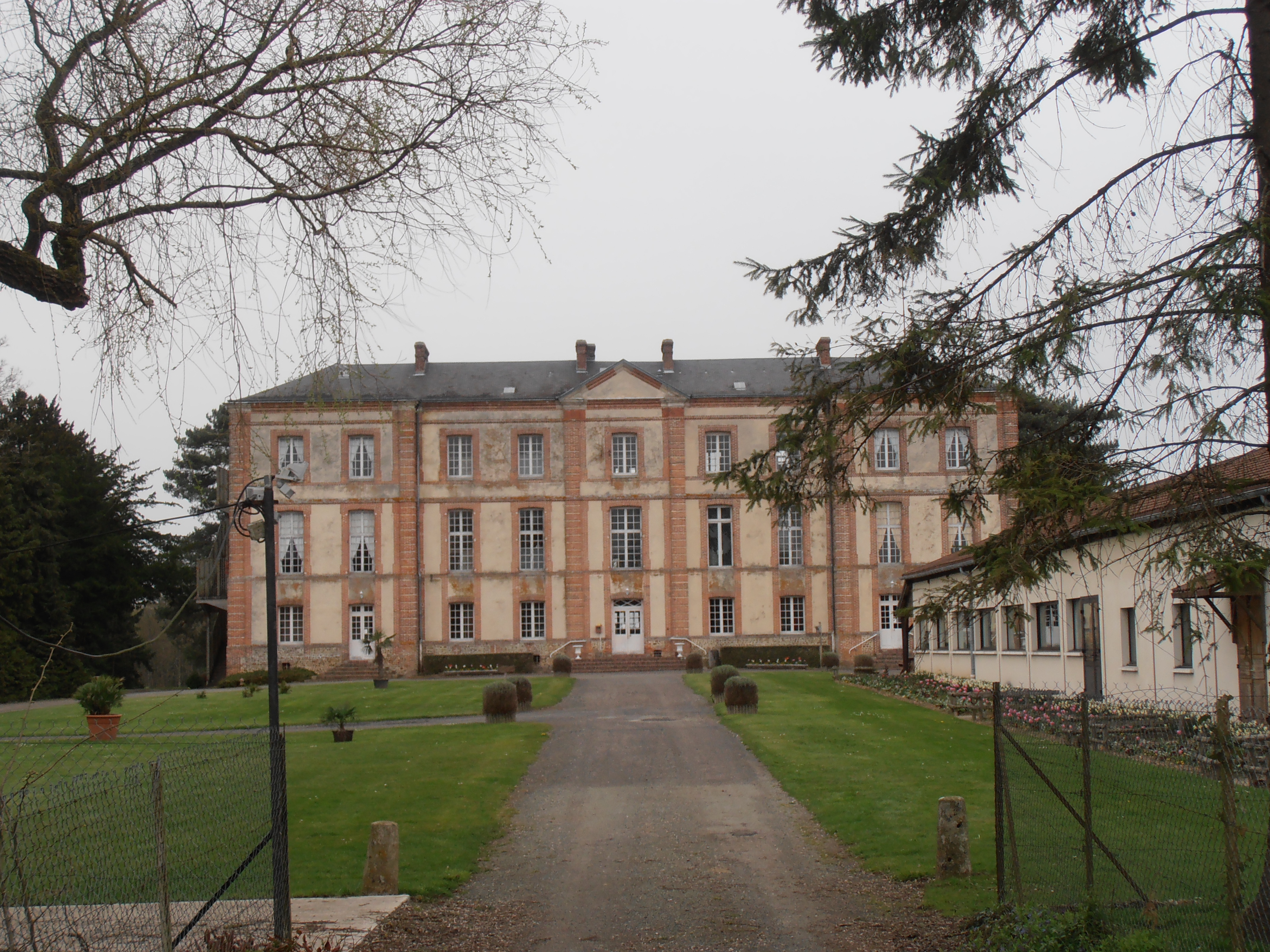
Castelul Mesnil, ultima reședință a cărturarului
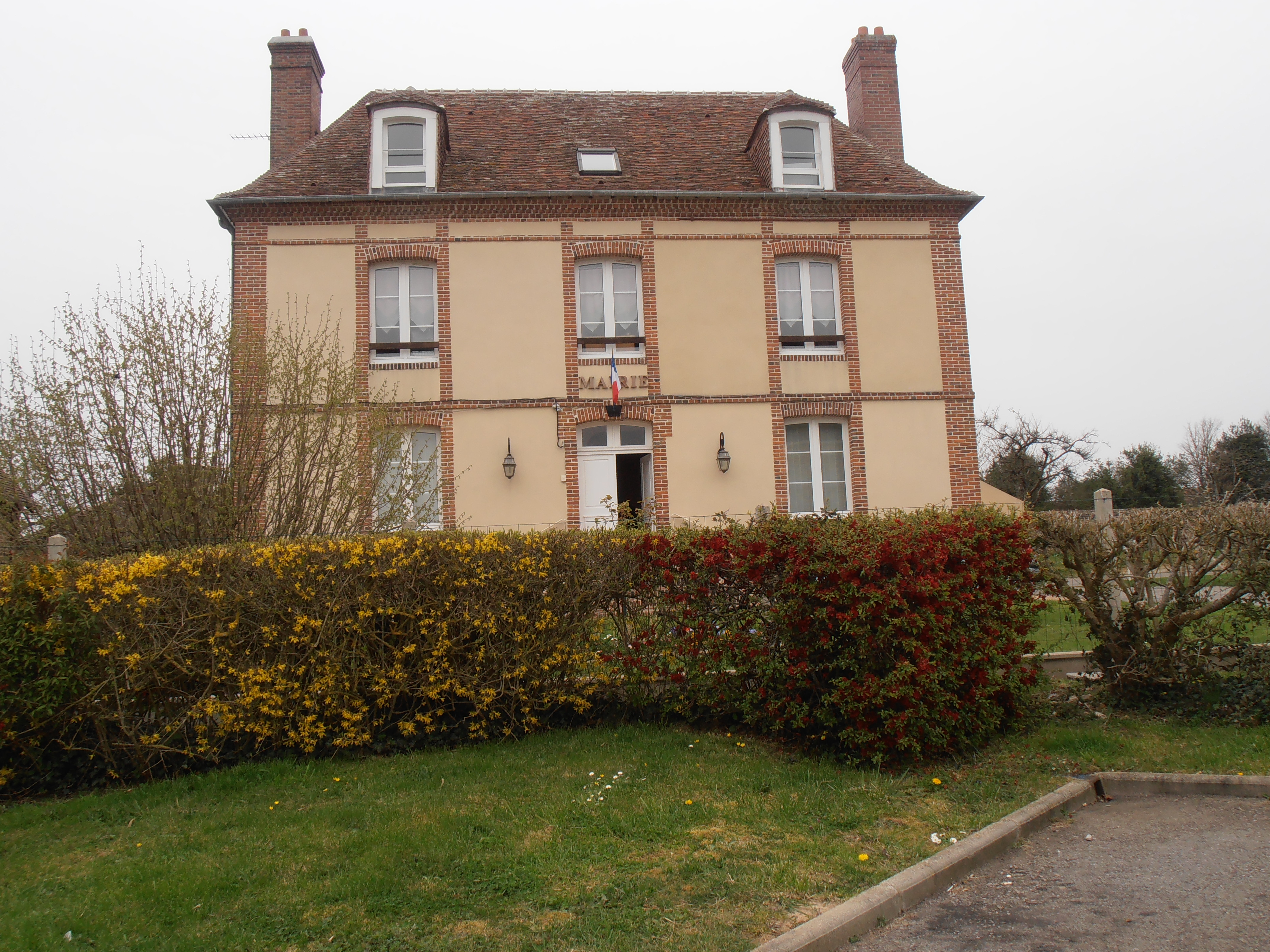
Primăria comunei Saint-Martin-d'Écublei
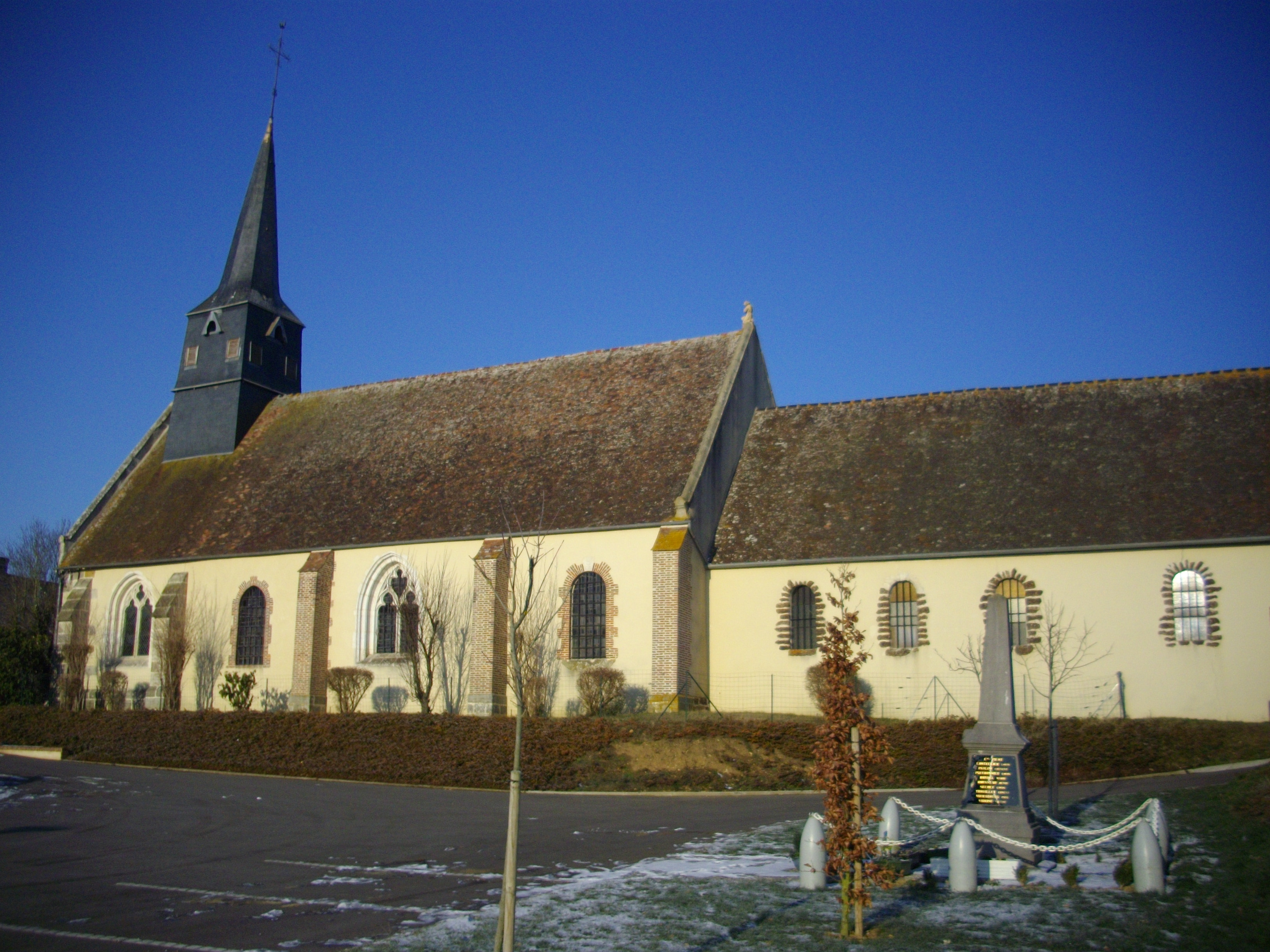
Piața bisericii Saint-Martin, azi Piața Émile Picot

Cu ocazia centenarului morții autorului, în 2018 a fost creată o asociație culturală cu sediul la Saint-Cloud destinată cunoașterii, difuzării și publicării operei lui Émile Picot.  De asemenea, în cinstea ilustrului primar al comunei, piața publică din Saint-Martin-d'Écublei a primit numele Place Émile Picot.

## Opera

### Publicații
Émile Picot a publicat, printre altele:
- La question des Israélites roumains au point de vue du droit, Paris, Auguste Durand & Pedone-Lauriel, 1868 (extras din Revue historique du droit français et étranger, vol. 14, pp. 47-78).
- Documents pour servir à l'étude des dialectes roumains, Paris, Maisonneuve et Cie, 1873 (extras din Revue de linguistique, t. V, pp. 225-263 & t. VI, pp. 61-88).
- Les Serbes de Hongrie, leur histoire, leurs privilèges, leur église, leur état politique et social, Prague, Gregor et Dattel, 1873.
- Les Roumains de la Macédoine, Paris, Ernest Leroux Saint-Germain, 1875 (extras din Revue d'Anthropologie, t. IV, pp. 385-429).
- Bibliographie cornélienne, ou description raisonnée de toutes les éditions des œuvres de Pierre Corneille, des imitations ou traductions qui en ont été faites, et des ouvrages relatifs à Corneille et â ses écrits, Paris, Auguste Fontaine, 1876.
- Pierre Gringore et les comédiens italiens, Paris, Damascène Morgand et Charles Fatout, 1878.
- Le Mystère du Vieil Testament, éd. É. Picot & James de Rothschild, Paris, Firmin-Didot, Société des Anciens Textes Français, 6 vol., 1878-1891.
- Nouveau recueil de farces françaises des XVe et XVIe siècles, publié d'après un volume unique appartenant à la bibliothèque royale de Copenhague, éd. E. Picot & Ch. Nyrop, Paris, D. Morgand et C. Fatout, 1880.
- Alexandre le Bon, prince de Moldavie (1401-1433). Fragment d'une Histoire de la Moldavie depuis les origines jusqu'à la fin du XVe siècle. Par Émile Picot, membre honoraire de l'Académie roumaine et Georges Bengesco, secrétaire de légation de S. M. le Roi de Roumanie, Viena, Adolphe Holthausen, 1882.
- Théâtre mystique de Pierre Du Val et des libertins spirituels de Rouen, Paris, D. Morgand et C. Fatout, 1882.
- Notice biographique et bibliographique sur Nicolas Spatar Milescu, ambassadeur du Tsar Alexis Mihajlovič en Chine, Paris, Ernest Leroux, 1883.
- Catalogue des livres composant la bibliothèque de feu M. le baron James de Rothschild, Paris, Damascène Morgand, 1884-1912, 4 vol.
- Chants populaires des Roumains de Serbie, Paris, Imprimerie Nationale, 1889 (extras din Recueil de textes et de traductions publiés par les professeurs des langues orientales vivantes...).
- Coup d'œil sur l'histoire de la typographie dans les pays roumains au XVIe siècle, Paris, Imprimerie nationale, 1895.
- Œuvres poétiques de Guillaume Alexis, prieur de Bucy, éd. Arthur Piaget & Émile Picot, Paris, Llibrairie de Firmin-Didot et Cie, 1896-1908, 3 vol.
- Les Italiens en France au XVIe siècle, Bordeaux, Féret et fils, 1901.
- Recueil général des sotties, Paris, Firmin-Didot, Société des Anciens Textes Français, 3 vol., 1902-1904-1912.
- Maître Pierre Pathelin hystorié. Reproduction en fac-similé de l'édition imprimée vers 1500 par Marion Malaunoy, veuve de Pierre Le Caron, Paris, Société des Anciens Textes Français, 1904.
- Les Français italianisants au XVIe siècle, Paris, H. Champion, 1906-1907, 2 vol.

### Traduceri
- Theodor Mommsen, Mémoires sur les provinces romaines et sur les listes qui nous en sont parvenues, depuis la division faite par Dioclétien jusqu'au commencement du Ve siècle. Traduit de l'allemand, par Émile Picot, Paris, Didier et Cie, 1867 (67 p.)
- (Grigore Ureche) Chronique de Moldavie depuis le milieu du XIVe siècle jusqu'à l'an 1594 par Grégoire Urechi. Texte roumain avec traduction française, notes historiques, tableaux généalogiques, glossaire et table par Emile Picot, Paris, E. Leroux, 1878 (XXXVII-662 p.)

### Corespondență
- Cécile Folschweiller, ed. (2020). Emile Picot, secrétaire du prince de Roumanie. Correspondance de Bucarest, 1866-1867. Paris: Presses de l'Inalco, Collection: Europe(s). Sciences humaines et sociales. p. 300. ISBN 9782858313402..

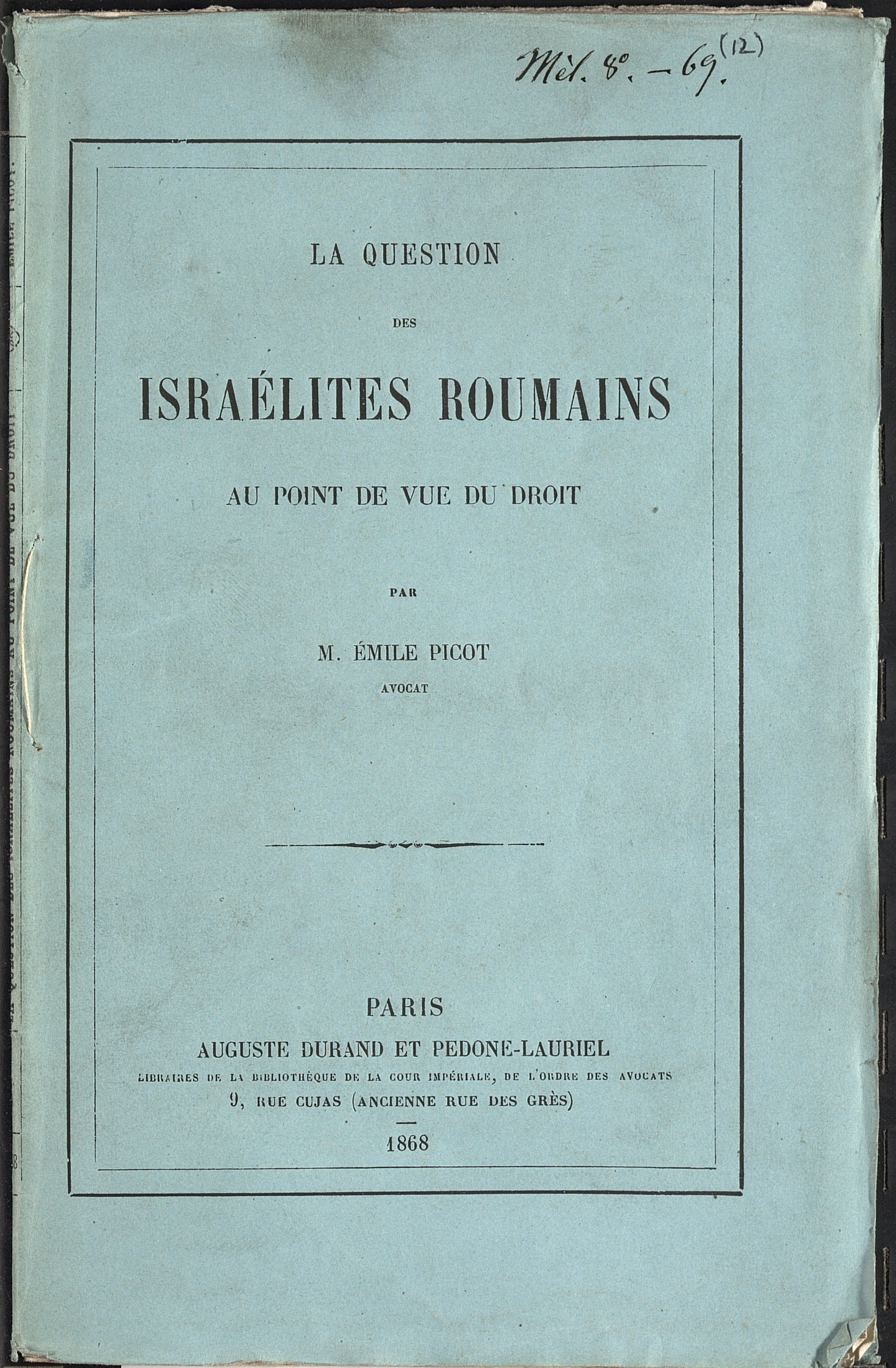
La question des Israélites roumains (1868)
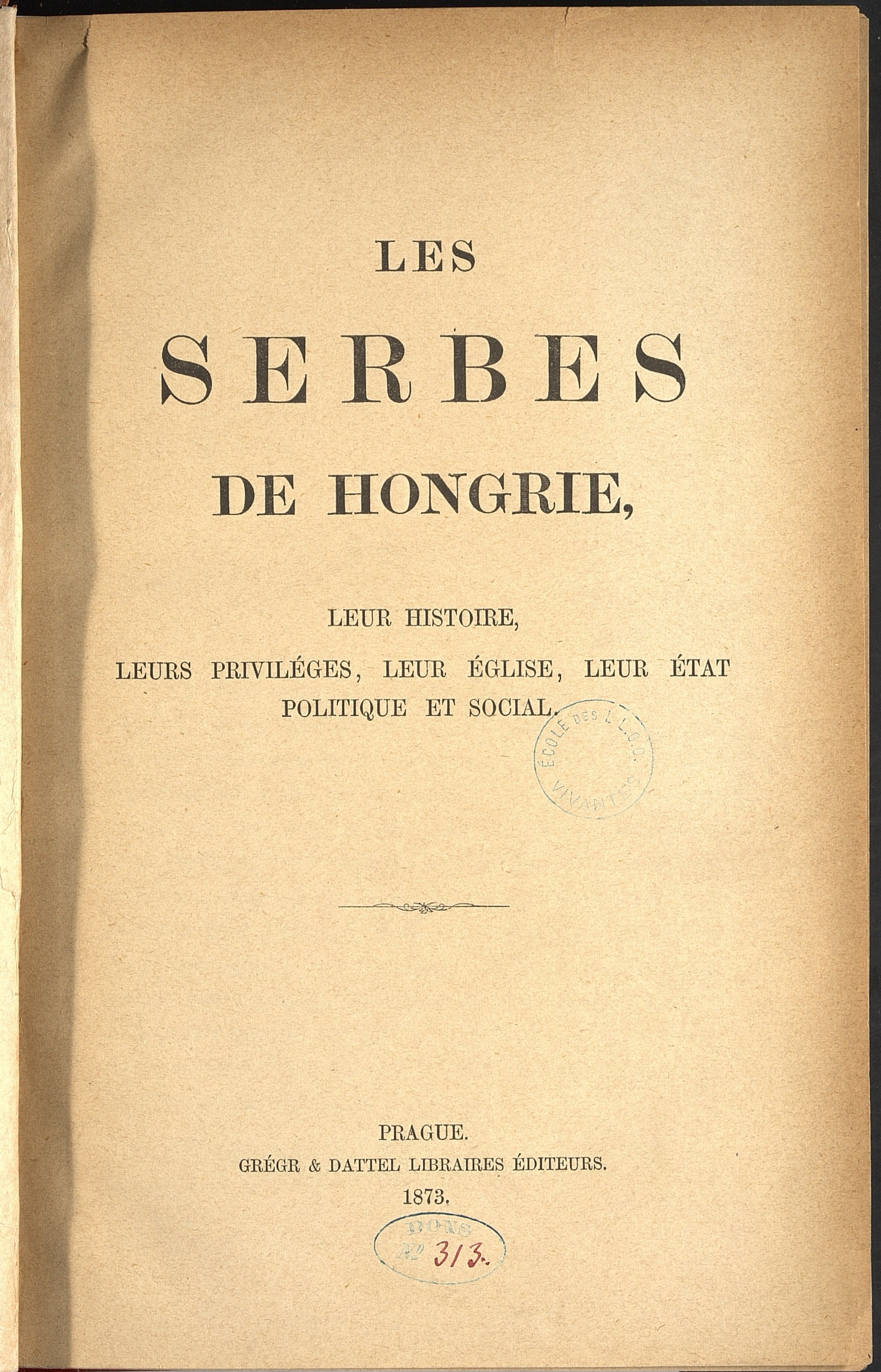
Les Serbes de Hongrie (1873)
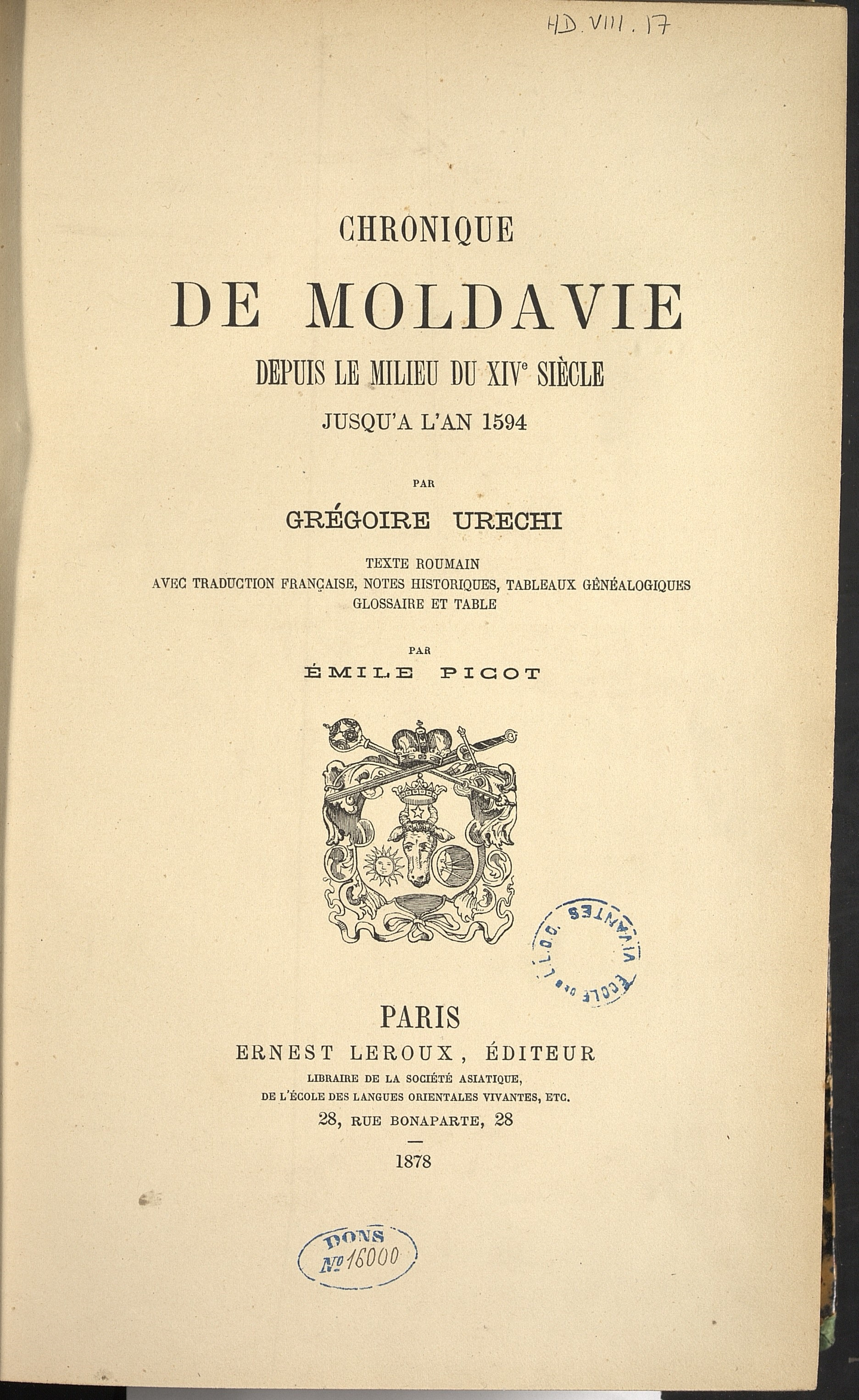
Chronique de Moldavie (1878)
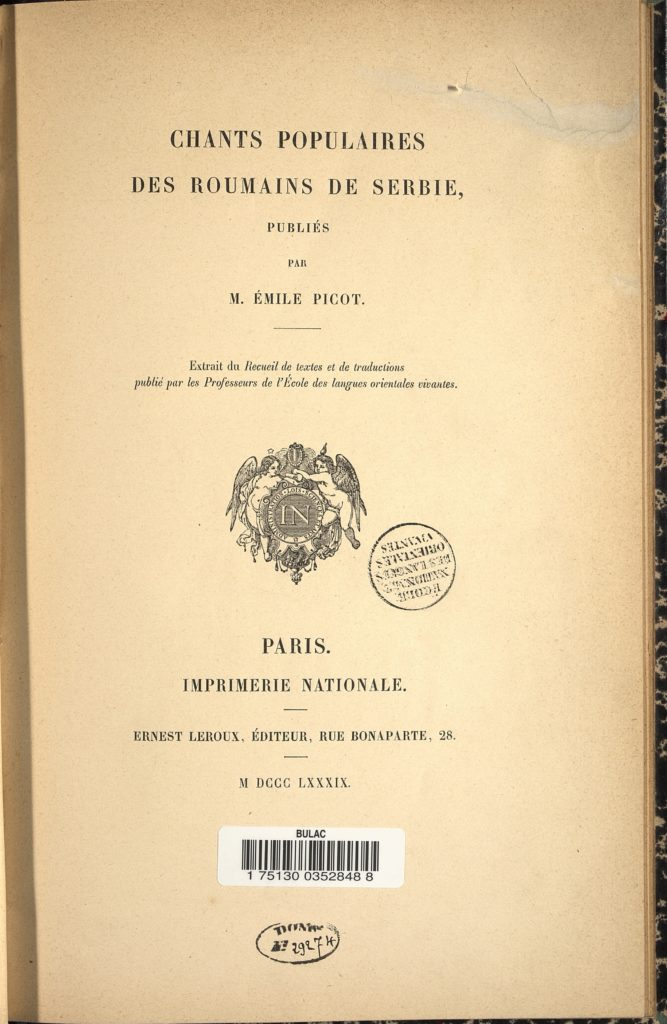
Chants populaires des Roumains de Serbie (1889)
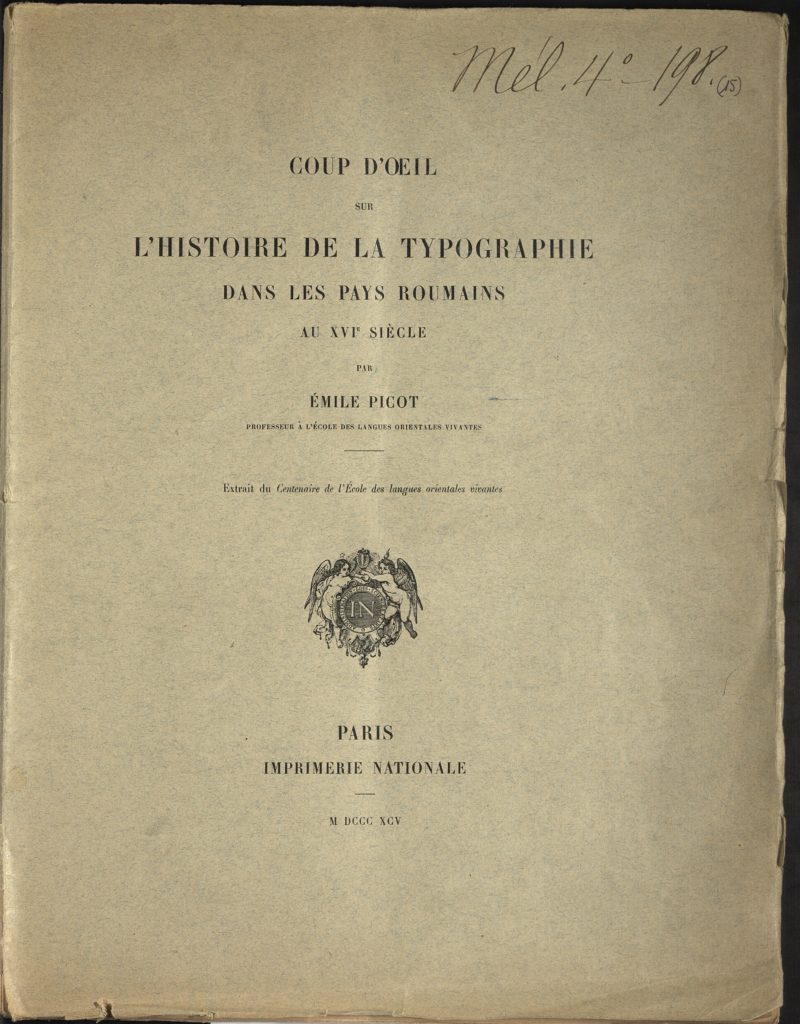
Histoire de la typographie dans les pays roumains (1895)